# Athéna et Marsyas

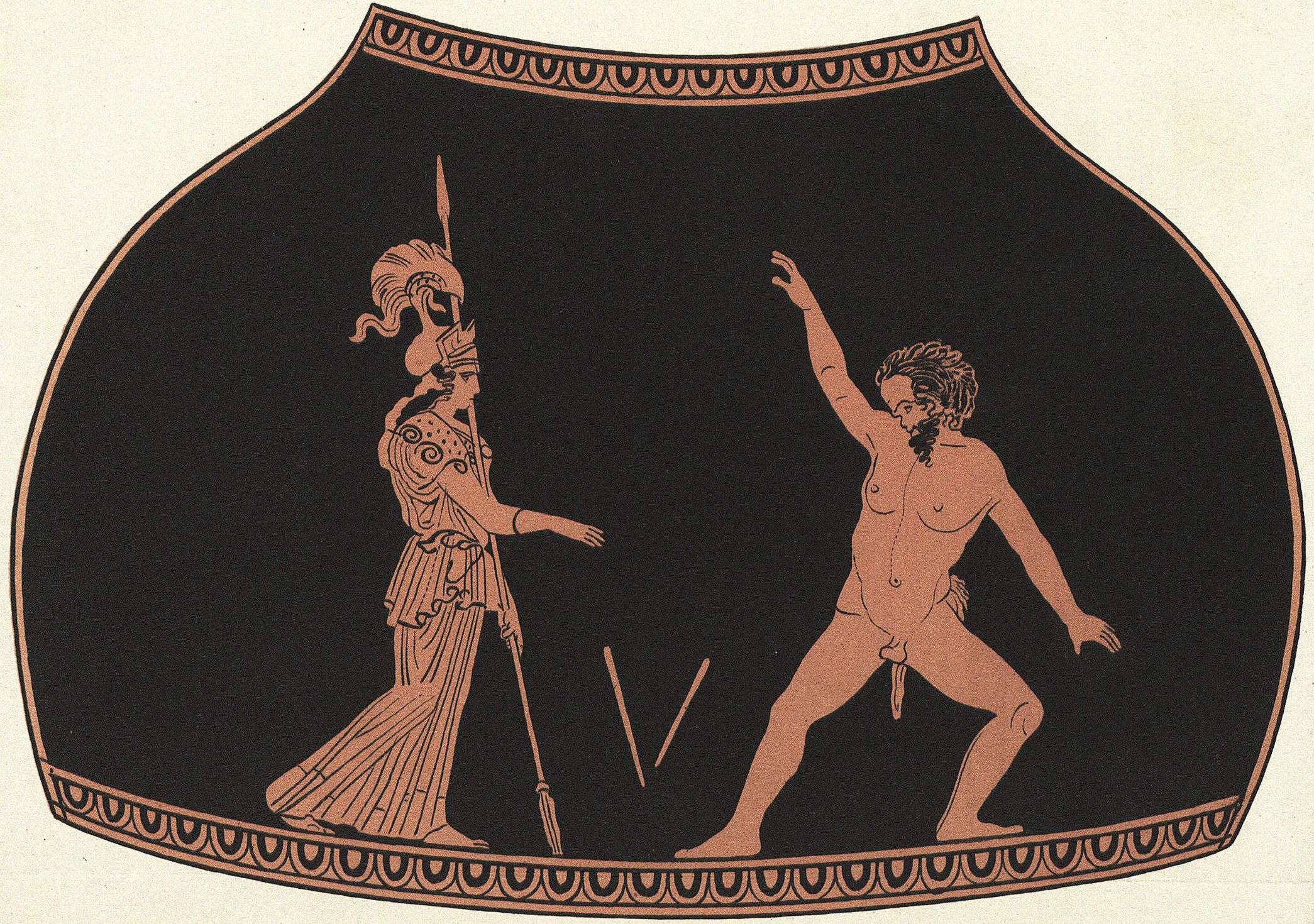
Représentation sur un vase à figures rouges dans les musées d'État de Berlin

Athéna et Marsyas est un groupe statuaire datant d'environ 450 av. J.C. réalisé par le célèbre sculpteur grec Myron. Aujourd'hui, on ne le connaît que par des copies de marbre d'époque romaine, dont la meilleure est probablement celle conservée au sein du Musée grégorien profane, dans les Musées du Vatican (149 cm pour Athéna, 156 cm pour Marsyas). 

## Histoire
L'œuvre originale, en bronze, était située sur l'acropole d'Athènes.   
On en connaît plusieurs exemplaires dont le meilleur, même fragmentaire, reste celui du Vatican. Un corps d'Athéna seul, sans tête ni bras, est également conservé au Musée du Louvre, un exemplaire avec tête et casque au Musée du Prado et un exemplaire bien conservé, sans bras, au Liebieghaus de Francfort. 

## Description et style
Le groupe montre Athéna qui, après avoir jeté l'aulos sur le sol, remarque Marsyas qui l'a vue et qui (levant le bras dans la version originale) est sur le point de le prendre. Le sculpteur a créé des effets de mouvement en équilibrant la pose instable et agressive de Marsyas avec le jet rapide d’Athéna: comme sur le fronton occidental du temple de Zeus à Olympie, le conflit entre raison et bestialité est mis en scène. 
Par rapport aux œuvres précédentes, dans la sculpture de Myron, Athéna n’est plus une protectrice sereine (promachos, comme dans le fronton d’Égine), mais une fille qui participe de manière réfléchie à l’action. 

## Plus d'images

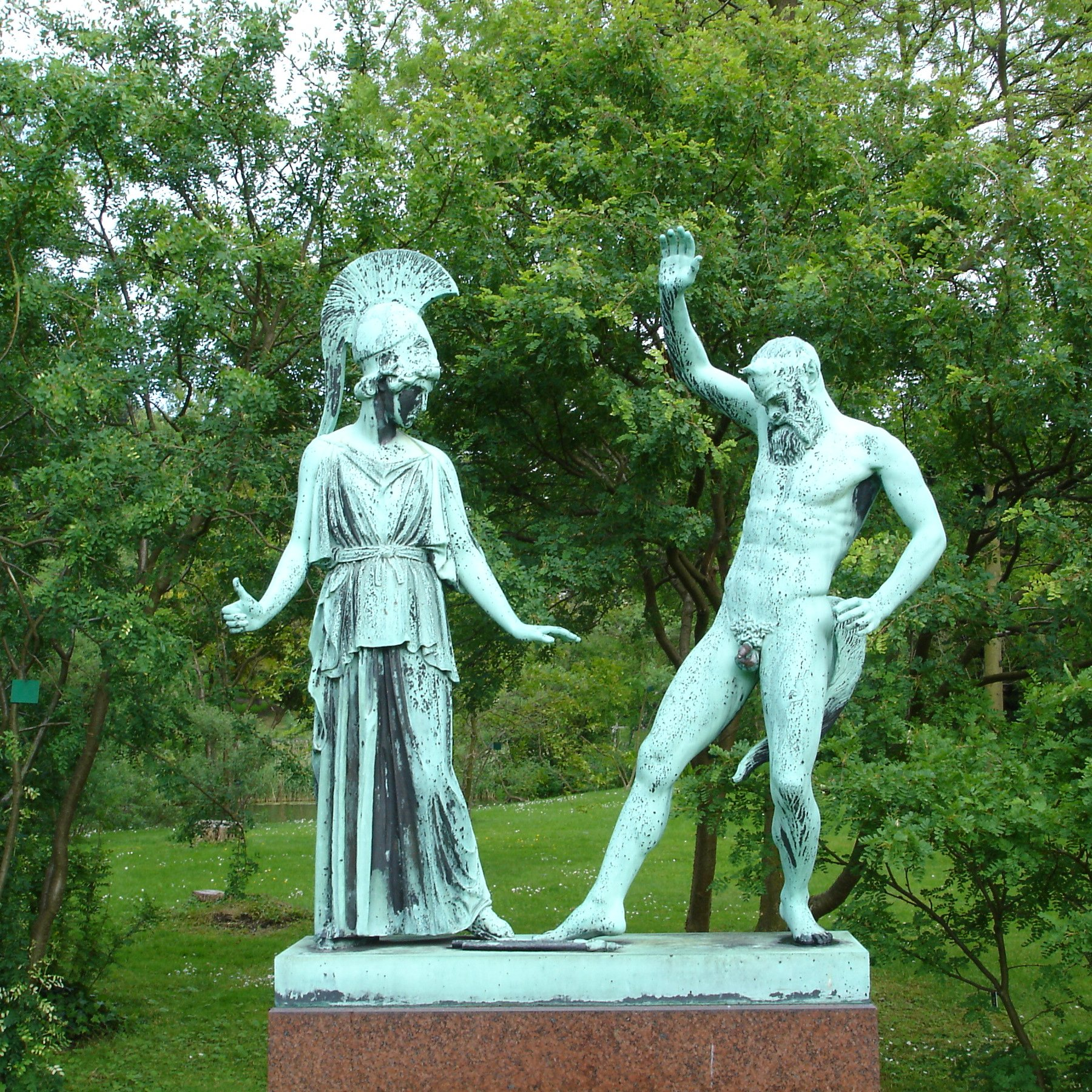
Reconstitution moderne du groupe, à Copenhague
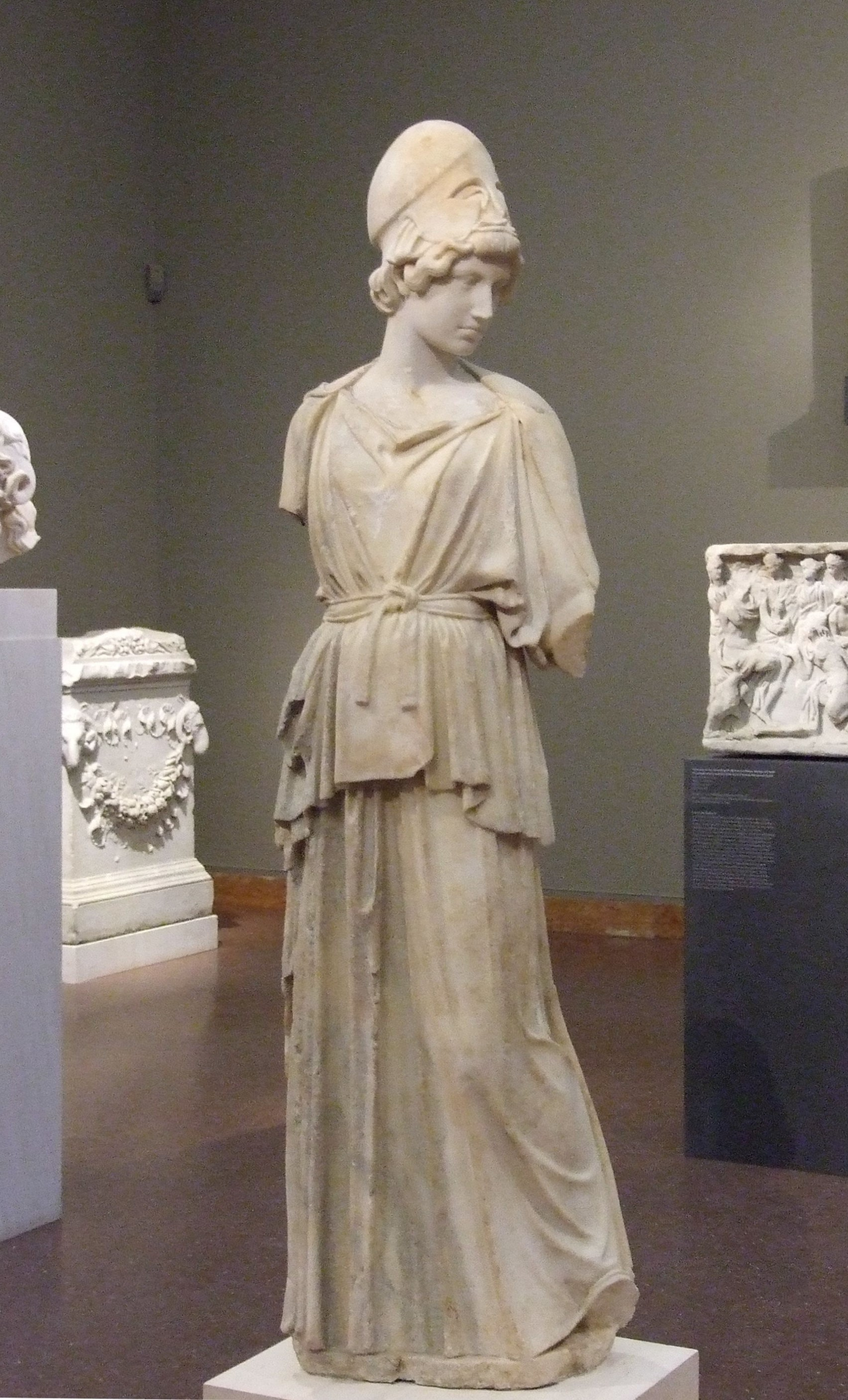
Athéna de Francfort
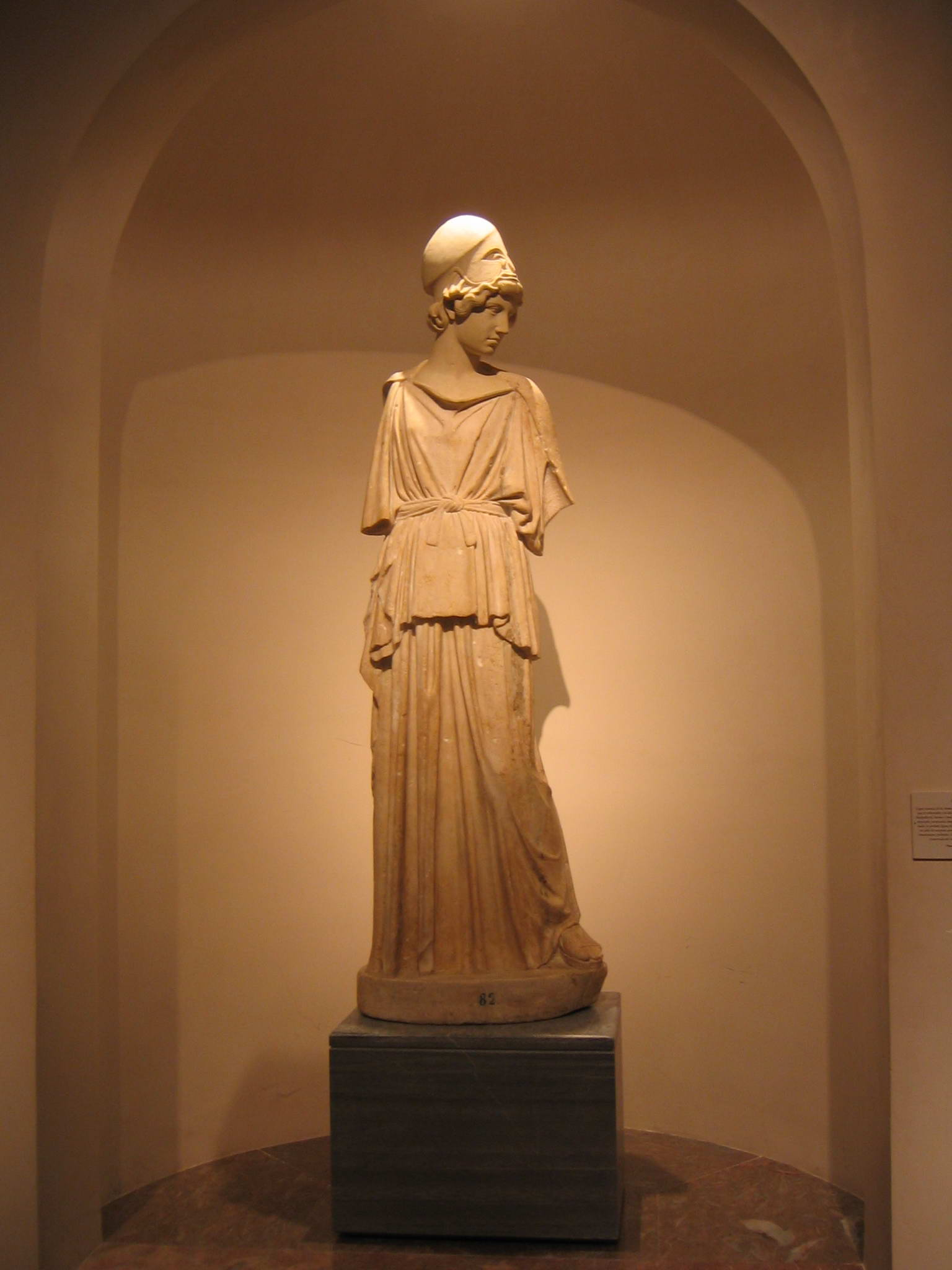
Athéna du Prado
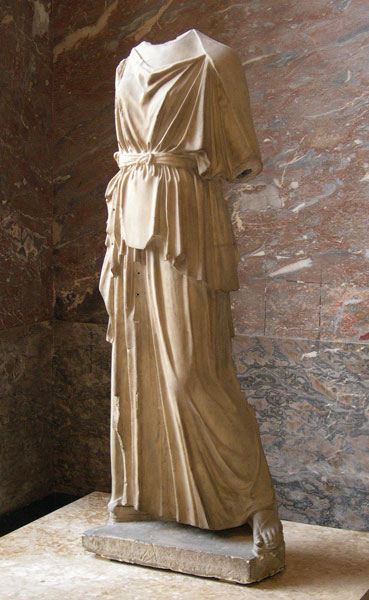
Athéna du Louvre